# فوسفوليباز C

أماكن الفصم التي تحفزها إنزيمات فوسفوليباز المختلفة. يقوم فوسفوليباز C بقطع (فصم) الرابطة عند مجموعة الفوسفات المرتبطة بمجموعة R_{3}.

فوسفوليباز C (يرمز اختصاراً PLC) (ملاحظة 1) هو صنف من أصناف إنزيمات الفوسفوليباز، وهو يقوم بفصم الدهون الفوسفورية عند مجموعة الفوسفات (شاهد الشكل المرافق).
يوجد هذا الإنزيم في الثدييات عموماً، وذلك على ثلاثة عشر نوعاً، والتي تصنف بدورها إلى مجموعات فرعية (β, γ, δ, ε, ζ, η) وذلك وفق البنية. هناك عدة عوامل مرافقة تقوم بتفعيل هذه الإنزيمات، من ضمنها كيناز التيروسين وبروتينات G الصغيرة والدهون الفوسفورية.

## هوامش
- ملاحظة 1 وذلك من المقابل الإنجليزي Phospholipase C